# Haloxylon negevensis
Haloxylon negevensis är en amarantväxtart som först beskrevs av Modest Mikhaĭlovich Iljin och Michael Zohary, och fick sitt nu gällande namn av Loutfy Boulos. Haloxylon negevensis ingår i släktet Haloxylon och familjen amarantväxter. Inga underarter finns listade i Catalogue of Life.